# Парады
Парады — народ, упоминаемый в таких произведениях древнеиндийской литературы как «Ману-смрити» и различных пуранах, а также «Рамаяне» и «Махабхарате». В пуранической литературе они также называются варадами или паритами. Их принято отождествлять с паладами или палидами, упоминаемыми в надписях Ашоки, а также с параденами географа Птолемея. Они могут быть идентичны археологически подтверждённым паратараджам.

## Места расселения
«Ваю-пурана» и «Матсья-пурана» сообщает об их расселении в верховьях Аму-Дарьи и Сыр-Дарьи в Центральной Азии. «Махабхарата», напротив, относит парадов к племенам Уттарапатха, обитавших в бассейне реки Саилода на территории современного Синьцзян-Уйгурского автономного района Китая. В «Рамаяне» говорится, что они населяли Сака-двипу, то есть землю за Гималаями.

## Панча-гана (пять племён)
Ряд пуранических текстов связывает парадов с камбоджами, саками, яванами и пахлавами и упоминает их все вместе как панча-гана («пять племён»). Эти пять племён были военными союзниками кшатрийских кланов Хайхаи и Таладжунги, принадлежавших к ветви Ядавов и сыгравших ключевую роль в свержении царя Баху из княжества Косала. В дальнейшем сын царя Баху — Сагара одержал победу над Хайхаями и Таладжунгами заодно с пятью племенами.
Согласно историям, описанным в пуранической литературе, парады и другие племена панча-ганы перестали следовать брахманическому коду поведения и начали пренебрежительно относится к своим кастовым обязанностям. В ответ на это царь Сагара лишил их кшатрийского статуса, низведя их до уровня варварской касты млеччх. До того, как потерпеть поражение от царя Сагары, эти пять племён были известны под именем кшатрия-пунгава («лучшие из кшатриев»).
В ряде пуранических текстов, в частности в «Ваю-пуране», утверждается, что племена удичья, в число которых входят пять племен (панча-гана), а также такие племена, как гандхары, тушары, кхасы, лампаки, мадхьядеши, виндхьи, апранты, дакшинатьи, дравиды, пулинды и симхалы в конце Кали-юги будут уничтожены последней аватарой Вишну — Калки.

## Отождествления
С палидами
Среди многих народов, упоминаемых в надписях императора Ашоки, встречается этноним «палиды», считается что под ним упомянуты парады:
Во власти царя находятся яваны, камбоджи, набхаки, набхапамкиты, бходжи, питиники, андхры и палиды. Везде они следуют уставам дхармы, установленным «Благословенным богами».
С параденами
Парады, описываемые в санскритской литературе, также отождествляются с параденами, упоминаемыми географом Птолемеем. Парадены жили в Западной Индии на территории Гедросии или Балучистнана в период после нашей эры[прояснить]. Возможно, что парады мигрировали в западные районы Индии в ходе переселения группы центральноазиатских племён, которое произошло во II веке до н. э..